# 埃爾斯米爾 (紐約州)
埃爾斯米爾（英語：Elsmere）是位於美國紐約州奧爾巴尼縣的非建制地區。

## 歷史
埃爾斯米爾的郵局於1914年設立，其後於1975年停運。

## 地理
埃爾斯米爾所處的海拔為高於海平面64米（即210英呎），而該地所採用的時區為UTC-5，即北美东部时区（EST）。同時該地設有夏令時間，為UTC-5調快一小時，即UTC-4（EDT）。